# 1356 Nyanza
Nyanza (asteróide 1356) é um asteróide da cintura principal com um diâmetro de 64,73 quilómetros, a 2,9461902 UA. Possui uma excentricidade de 0,0442624 e um período orbital de 1 976,88 dias (5,41 anos).
Nyanza tem uma velocidade orbital média de 16,96413393 km/s e uma inclinação de 7,96031º.
Esse asteróide foi descoberto em 3 de Maio de 1935 por Cyril Jackson.